# Gejzer w Herľanach
Gejzer w Herľanach (słow. Herliansky gejzír) – zimny gejzer znajdujący się we wsi Herľany w powiecie Koszyce-okolice, w kraju koszyckim, we wschodniej części Słowacji; jeden z nielicznych tego typu gejzerów na świecie. Powstał w wyniku prac wiertniczych prowadzonych w celu poszukiwania nowych źródeł wód leczniczych na obszarze, na którym już od XVIII wieku działało uzdrowisko.
Obiekt od 1987 roku stanowi narodowy pomnik przyrody (słow. Národná prírodná pamiatka) nr 542, natomiast od 2002 roku figuruje na słowackiej liście informacyjnej – liście obiektów, które Słowacja zamierza rozpatrzyć do zgłoszenia na listę światowego dziedzictwa UNESCO na podstawie zaproponowanego kryterium przyrodniczego VII.

## Historia
Działalność uzdrowiskowa, wykorzystująca występujące w Herľanach źródła mineralne, prowadzona była już w XVIII wieku. Stopniowy rozwój uzdrowiska wymagał wydobycia na powierzchnię coraz większych ilości mineralnych wód leczniczych, w związku z czym w latach 60. XIX wieku przystąpiono do poszukiwania nowych ich źródeł.
W 1870 roku w wyniku prac wiertniczych prowadzonych pod kierunkiem inżyniera Viliama Zsigmondy’ego osiągnięto pierwszy poziom wód gruntowych na głębokości 111 m. W 1872 roku, po pogłębieniu  odwiertu do 172 m, nastąpiła pierwsza erupcja na wysokość ok. 4 m, która trwała 5 minut. Do kolejnej doszło w lipcu 1873 roku, gdy osiągnięto głębokość 275 m. Gdy w 1874 roku głębokość studni osiągnęła 330 m, gejzer wody wydobywającej się z odwiertu nieprzerwanie przez 10 dni tryskał na wysokość 112 m. Drążenie ukończono 5 czerwca 1875 roku, osiągając poziom wód artezyjskich na głębokości 404,5 m. Średnica odwiertu wynosi 10,3 cm.

## Charakterystyka

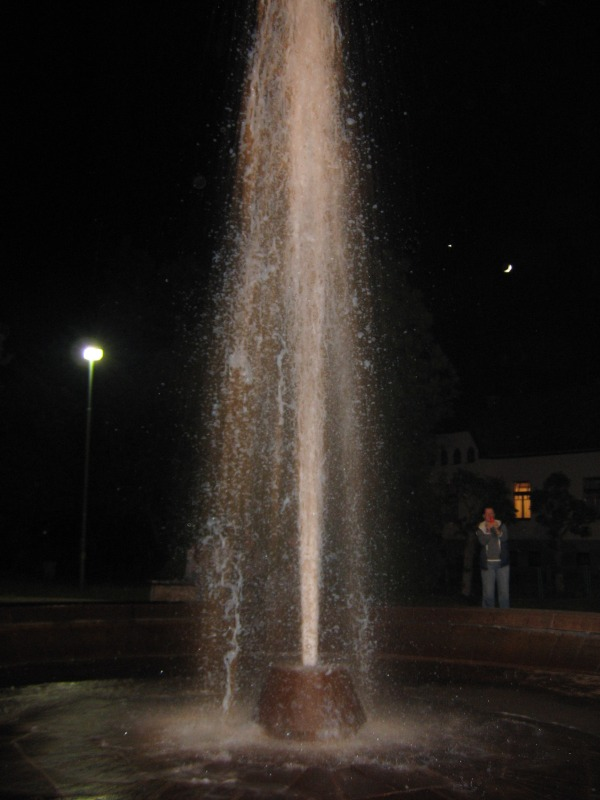
Erupcja gejzeru nocą (2007)

Gejzer znajduje się we wsi Herľany, położonej ok. 28 km na północny wschód od Koszyc, w środkowej części Kotliny Koszyckiej, u zachodniego podnóża Gór Slańskich (będących częścią Gór Tokajsko-Slańskich).
Obiekt różni się od typowych gejzerów tym, że jego erupcje następują nie w procesie hydrotermalnym, związanym z aktywnością wulkaniczną, lecz w wyniku infiltracji wód opadowych i cyrkulacji wód podziemnych w warstwie ilasto-marglowej na głębokości 264–275 m. Są one nasycone dwutlenkiem węgla, którego wzrastające stopniowo ciśnienie jest głównym źródłem energii wyrzucającej wodę na powierzchnię na zasadzie syfonu.
Temperatura wyrzucanej spod ziemi wody wynosi 14–18 °C. Według przeprowadzonej w 1995 roku analizy chemicznej jest to woda średniozmineralizowana typu sodowo-chlorkowo-wodorowęglanowego. Jej mineralizacja ogólna sięga 6350,32 mg/l, natomiast aktywność promieniotwórcza sięga 1,40 ± 0,47 Bq/l w przypadku promieniowania alfa oraz 1,52 ± 0,33 Bq/l dla promieniowania beta.
Przerwy pomiędzy poszczególnymi wybuchami gejzeru wynosiły początkowo od 8 do 9 godzin, a jego wydajność od 21 do 36 litrów wody na sekundę. Gejzer stopniowo jednak słabnie – na początku XXI wieku przerwy między erupcjami wynosiły od 32 do 34 godzin, zaś na przełomie 2. i 3. dekady tego wieku – od 34 do 38 godzin. Czas ten jest orientacyjny i zależy m.in. od ilości opadów, temperatury, wilgotności powietrza i ciśnienia atmosferycznego. Pojedyncza erupcja gejzeru trwa ok. 25 minut, a słup wody wytryska na wysokość 15–22 m z wydajnością od 25 do 30 litrów na sekundę.